# Caplong
Caplong település Franciaországban, Gironde megyében. Lakosainak száma 243 fő (2022. január 1.). Caplong Landerrouat, Les Lèves-et-Thoumeyragues, Massugas, Pellegrue és Saint-Quentin-de-Caplong községekkel határos.

## Népesség
A település népességének változása:
| Lakosok száma | 246  | 184  | 188  | 213  | 228  | 229  | 225  | 217  | 227  | 243  |
|               | 1968 | 1982 | 1990 | 2006 | 2013 | 2015 | 2017 | 2019 | 2020 | 2022 |